# 大逆罪
大逆罪（たいぎゃくざい）とは、かつて日本の刑法において規定されていた天皇、皇后、皇太子、皇太孫、皇太后、太皇太后に危害を加えることによって成立した犯罪類型。明治15年（1882年）に施行された旧刑法116条、および明治41年（1908年）に施行された現行刑法73条に規定されていた。昭和22年（1947年）の刑法改正の際に後者が削除されたことにより失効した。

## 概要
明治13年（1880年）に公布され、2年後に施行された旧刑法において導入された。
その特徴として次の3点が挙げられる。
- 天皇、三后（太皇太后・皇太后・皇后）・皇太子（新刑法では皇太孫を追加）に対する既遂のほか、未遂や予備（準備）や陰謀などの計画段階でも既遂犯と同じ処罰対象とみなされた[3]。

- 必ず死刑が科せられた。尊属殺人罪（親殺し）や内乱罪のような重罪でも無期懲役、無期禁錮で済む場合もあったが、大逆罪にはなかった[3]。

- 三審制が適用されず、大審院での裁判のみで刑が確定した。

## 条文
- 旧刑法116条

- 1947年改正前の刑法73条

## 適用例
大逆罪が適用された判例は4件ある。既遂はなく、未遂が2件、予備・陰謀が2件で、予備・陰謀事件の中には無実の者も含まれていたと今日では考えられている。特に最初の大逆罪適用例であり、かつ最も有名な幸徳事件では、26名の被告人のうち実際に陰謀を計画したのは数名に過ぎなかったにもかかわらず、このうち24名（26人全員とする資料もある）に大逆罪が適用されて死刑判決が下された。翌日になって明治天皇の「仁慈」により12名が無期懲役に減刑されたが、幸徳秋水、管野スガら12名の死刑は判決から実に1週間以内に執行されるという慌ただしさであった。また無期懲役となった12名も、8年以内に2名が自殺、3名が獄死し、後年仮出獄を得たのは7名だけであった。虎ノ門事件の犯人難波大助に至っては、死刑判決の僅か2日後に死刑執行されている。

## 廃止
第二次世界大戦後、日本国憲法の制定とともに法制の改正が行われたが、その際も日本政府は大逆罪などの「皇室に対する罪」については改正の必要があるとは考えてはいなかった。「神聖ニシテ侵スベカラズ」であった天皇が「日本国民の統合の象徴」となっても天皇は天皇であり、その安全を保障し権威を守るための特別な法律が必要なことに変わりはないと解釈していたためである。これに対してGHQは大逆罪の存続は国民主権の理念に反するとしてこれを許容しなかった。

### 本罪廃止後に発生した皇室テロ

#### 昭和天皇パチンコ狙撃事件
1969年1月2日、皇居でおこなわれた一般参賀で、奥崎謙三が昭和天皇に向かってパチンコ玉を発射。玉はいずれも昭和天皇の足元付近、バルコニーのすそかくしに当っただけだった。奥崎は、現行犯逮捕され、「暴行罪」（刑法第208条）で懲役1年6ヶ月の判決を受けた。

#### ひめゆりの塔事件
1975年7月17日、皇室としての第二次世界大戦後初の沖縄県行啓に際し、皇太子明仁親王（当時）および同妃美智子に、新左翼党派の各メンバー2人が、前を通過する病院（「白銀病院」）や潜伏していた洞窟（「ひめゆりの壕」）から火炎瓶やガラス瓶、スパナ、石を投げつけたテロ事件。皇太子および同妃や関係者に大きな怪我はなかった。
各々、「公務執行妨害」（刑法第95条第1項）並びに「礼拝所不敬罪」（刑法第188条第1項）及び「火炎瓶処罰法」違反で逮捕。「白銀病院」テロの2人には懲役1年6ヶ月、「ひめゆりの壕」テロの2人には懲役2年6ヶ月の実刑となった。